# Phare de Gun Cay
Le phare de Gun Cay est un phare actif situé sur la caye  de Gun Cay appartenant administrativement au district de Bimini (archipel des Îles Bimini), aux Bahamas. Il est géré par le Bahamas Port Department 

## Histoire
Ce phare a été mis en service en 1836 à l'extrémité sud de Gun Cay, l'une des plus petites îles de l'archipel de Bimini. Deux maisons de gardien sont abandonnées près de celui-ci. La lanterne d'origine a été transféré en 1936 au phare d'Elbow Cay.

## Description
Ce phare est une tour circulaire en maçonnerie surmontée d'une structure métallique à claire-voie de 15 m de haut. La tour est blanche (moitié inférieure) et rouge (moitié supérieure). La structure de la balise au sommet est blanche. Il émet, à une hauteur focale de 24 m, un éclat blanc par période de 10 secondes. Sa portée est de 15 milles nautiques (environ 28 km).
Identifiant : ARLHS : BAH-009 - Amirauté : J4610 - NGA : 110-11916 .
|                          |
| Gun Cay (îlot de droite) |

### Lien connexe
- Liste des phares des Bahamas